# Michális Pelekános
Michális Pelekános (en grec moderne : Μιχάλης Πελεκάνος), né le 25 mai 1981 à Korydallós, en Grèce, est un joueur grec de basket-ball, évoluant aux postes d'arrière et d'ailier. 